# کومیگ
کومیگ (به لاتین: Qumig) یک شهرک در جمهوری خلق چین است که در بخش سامژوبزه واقع شده‌است. کومیگ ۳۵۶ کیلومتر مربع مساحت و ۵٬۹۹۸ نفر جمعیت دارد.